# Paralelo 75 norte
El paralelo 75 norte es un paralelo que está 75 grados al norte del plano ecuatorial de la Tierra, en el Ártico. Cruza el Océano Atlántico, Europa, Asia, el Océano Ártico y América del Norte.

## Alrededor del mundo
Comenzando en el meridiano de Greenwich y tomando la dirección este, el paralelo 25° Norte pasa sucesivamente por:
| Coordenadas                        | País, territorio o mar  | Notas                                                            |
| ---------------------------------- | ----------------------- | ---------------------------------------------------------------- |
| 75°0′N 0°0′E / 75.000, 0.000       | Océano Atlántico        | Mar de Groenlandia Mar de Noruega                                |
| 75°0′N 18°27′E / 75.000, 18.450    | Mar de Barents          |                                                                  |
| 75°0′N 55°56′E / 75.000, 55.933    | Rusia                   | Novaya Zemlya - Isla Séverny                                     |
| 75°0′N 60°26′E / 75.000, 60.433    | Mar de Kara             | Pasando justo al sur de las Islas del Instituto Ártico, Rusia    |
| 75°0′N 87°19′E / 75.000, 87.317    | Rusia                   | Península de Taimyr, pasando a través del Lago Taimir            |
| 75°0′N 112°53′E / 75.000, 112.883  | Mar de Láptev           |                                                                  |
| 75°0′N 137°43′E / 75.000, 137.717  | Rusia                   | Islas de Nueva Siberia                                           |
| 75°0′N 143°36′E / 75.000, 143.600  | Mar de Siberia Oriental | Pasando justo al sur de la Isla Kotelny, Rusia                   |
| 75°0′N 147°11′E / 75.000, 147.183  | Rusia                   | Islas de Nueva Siberia                                           |
| 75°0′N 150°42′E / 75.000, 150.700  | Mar de Siberia Oriental |                                                                  |
| 75°0′N 165°33′E / 75.000, 165.550  | Océano Ártico           |                                                                  |
| 75°0′N 131°54′O / 75.000, -131.900 | Beaufort Sea            |                                                                  |
| 75°0′N 124°7′O / 75.000, -124.117  | Estrecho de McClure     |                                                                  |
| 75°0′N 115°53′O / 75.000, -115.883 | Canadá                  | Territorios del Noroeste - Isla Melville                         |
| 75°0′N 114°47′O / 75.000, -114.783 | Golfo de Liddon         |                                                                  |
| 75°0′N 112°29′O / 75.000, -112.483 | Canadá                  | Territorios del Noroeste - Isla Melville Nunavut - Isla Melville |
| 75°0′N 106°41′O / 75.000, -106.683 | Viscount Melville Sound | Pasando justo al sur de Isla Byam Martin, Nunavut, Canadá        |
| 75°0′N 100°11′O / 75.000, -100.183 | Canadá                  | Nunavut - Isla de Bathurst                                       |
| 75°0′N 98°36′O / 75.000, -98.600   | McDougall Sound         |                                                                  |
| 75°0′N 96°36′O / 75.000, -96.600   | Canadá                  | Nunavut - Isla Cornwallis                                        |
| 75°0′N 93°28′O / 75.000, -93.467   | Canal de Wellington     |                                                                  |
| 75°0′N 92°11′O / 75.000, -92.183   | Canadá                  | Nunavut - Isla Devon e Isla Philpots                             |
| 75°0′N 79°31′O / 75.000, -79.517   | Bahía de Baffin         |                                                                  |
| 75°0′N 57°48′O / 75.000, -57.800   | Groenlandia             | Glaciar de Kjer                                                  |
| 75°0′N 20°24′O / 75.000, -20.400   | Groenlandia             | Tierra del Rey Cristián X e Isla Kuhn                            |
| 75°0′N 19°20′O / 75.000, -19.333   | Océano Atlántico        | Bahía de Hochstetter                                             |
| 75°0′N 17°30′O / 75.000, -17.500   | Groenlandia             | Isla Shannon                                                     |
| 75°0′N 17°24′O / 75.000, -17.400   | Océano Atlántico        | Mar de Groenlandia                                               |